# Hubert Burge

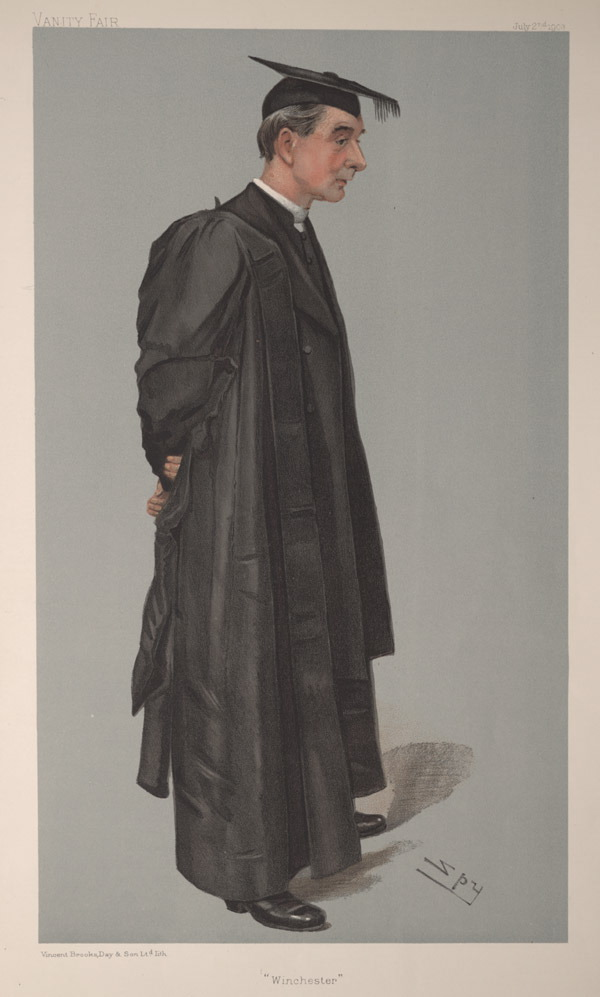
Caricatura por Spy na Vanity Fair

Hubert Murray Burge foi um bispo de Oxford da primeira metade do século XX.